# OpenSSL
OpenSSL is een opensource-implementatie van het SSL/TLS-protocol. De kernbibliotheek, die geschreven is in de programmeertaal C, implementeert de cryptografische basisfuncties en voorziet verschillende hulpfuncties.

## Veiligheidslek
Begin 2014 werd een beveiligingsprobleem met OpenSSL ontdekt, meer precies in de OpenSSL-implementatie van de heartbeat-uitbreiding van TLS, waardoor OpenSSL het slachtoffer van hacking kon worden. Het lek heeft de naam Heartbleed gekregen. Er werd een patch uitgevaardigd en meerdere website-organisaties vroegen hun bezoekers om hun wachtwoorden aan te passen.

## Versiegeschiedenis[9]
| Versie | Uitgavedatum      | Opmerking                                                                      |
| ------ | ----------------- | ------------------------------------------------------------------------------ |
| 0.9.1c | 23 december 1998  |                                                                                |
| 0.9.2c | 22 maart 1999     |                                                                                |
| 0.9.3  | 25 mei 1999       |                                                                                |
| 0.9.4  | 9 augustus, 1999  |                                                                                |
| 0.9.5  | 28 februari 2000  |                                                                                |
| 0.9.6  | 25 september 2000 |                                                                                |
| 0.9.7  | 31 december 2002  |                                                                                |
| 0.9.8  | 5 juli 2005       |                                                                                |
| 1.0.0  | 29 maart 2010     |                                                                                |
| 1.0.1  | 14 maart 2012     | - Ondersteuning voor TLS 1.2 - SRP-ondersteuning                               |
| 1.0.1c | 10 mei 2012       |                                                                                |
| 1.0.1e | 11 februari 2013  |                                                                                |
| 1.0.1f | 6 januari 2014    |                                                                                |
| 1.0.1g | 7 april 2014      | - Securityfix voor TLS heartbeat read overrun (CVE-2014-0160) - Huidige versie |
| 1.0.2  | 22 januari 2015   |                                                                                |
| 1.1.0  | 25 augustus 2016  | - 1.1.0l (10 september 2019)                                                   |
| 1.1.1  | 11 september 2018 | - 1.1.1j (16 februari 2021)                                                    |
| 3.0.0  | - -               | - 3.0.0 Alpha 13 (11 maart 2021)                                               |
| 3.0.5  | 5 juli 2022       |                                                                                |

## Algoritmes
OpenSSL ondersteunt verschillende cryptografische algoritmes:
Cryptografische coderingen
AES, Blowfish, Camellia, SEED, CAST-128, DES, IDEA, RC2, RC4, RC5, Triple DES, GOST 28147-89
Cryptografische hashfuncties
MD5, MD2, SHA-1, SHA-2, RIPEMD-160, MDC-2, GOST R 34.11-94
Asymmetrische cryptografie
RSA, DSA, Diffie-Hellman-sleuteluitwisselingsprotocol,  Elliptische kromme, GOST R 34.10-2001
(Perfect forward secrecy wordt ondersteund sinds versie 1.0.)